# فلوپروپیون
فلوپروپیون (انگلیسی: Flopropione) یک عامل اسپاسمولیتیک یا ضد اسپاسم است. به عنوان یک مهارکننده COMT عمل می کند.